# Lijst van Belgische adelsverheffingen 2014
Personen die in 2014 in de Belgische adel werden opgenomen of een adellijke titel verkregen.
Op de ongewoon vroege datum van 15 april 2014 (verjaardag van koning Filip) werden Belgische adelsverheffingen bekendgemaakt. Tot hiertoe gebeurde dit steeds naar aanleiding van de nationale feestdag op 21 juli. De vroegtijdigheid had te maken met de wetgevende verkiezingen van 25 mei 2014 die zouden gevolgd worden door een kabinetscrisis, waarbij alleen 'lopende zaken' worden afgehandeld, waar de 'adellijke gunsten' niet toe behoren.
De lijst werd bekendgemaakt door vice-eersteminister en minister van buitenlandse zaken Didier Reynders, op wiens voordracht de benoemingen bij Koninklijk Besluit (KB) van 2 april 2014 zijn gebeurd.
De adelsverheffing bij KB is slechts virtueel. Om effectief te worden moeten de begunstigden een adelbrief ter ondertekening aan de koning en de minister voorleggen. De datum van deze ondertekening is de datum waarop de adelsverheffing of de toekenning van een titel van kracht worden.
De volgende personen werden in de adelstand verheven:

## Graaf
- jonkheren Thibaut (1987- ) en Gaëtan (1989- ) de Briey, de titel graaf, overdraagbaar op alle afstammelingen.
- jonkvrouw Anne de Briey (1992- ), de persoonlijke titel gravin.
- baron Paul Buysse (voorzitter Bekaert nv 2000-2014), de titel graaf, overdraagbaar op alle afstammelingen.
- Guillaume de Westerholt Gysenberg is bij KB van 4 april 2014 erkend in de Belgische adel met de titel graaf, overdraagbaar op zijn nakomelingen.
- Lidwine en Monique de Westerholt Gysenberg zijn bij KB van 4 april 2014 erkend in de Belgische adel met de persoonlijke titel gravin.

## Baron
- Thierry Boon-Falleur (1944- ), erfelijke adel met de persoonlijke titel baron, in 2014 bij open brieven bevestigd.
- Baron Jean van den Branden (1928- ), titel baron gewijzigd van overdraagbaar bij eerstgeboorte in overdraagbaar op alle afstammelingen.
- Jonkheer Marc du Bois, afgevaardigd bestuurder van de groep Spadel, Manager van het Jaar (Trends/Tendances) in 2013, erfelijke titel baron, overdraagbaar op al zijn afstammelingen.
- Jean Charlent, informaticadeskundige, erfelijke adel met de titel baron, overdraagbaar op al zijn afstammelingen.
- Herman Daems, voorzitter BNP Paribas Fortis NV, voorzitter raad van bestuur KU Leuven, opname in de erfelijke adel met de titel baron, overdraagbaar op zijn afstammelingen.
- Ridder Guy Hufkens, voorzitter van Chocolaterie Daskalides, ondervoorzitter van de Limburgse Reconversie Maatschappij, persoonlijke titel baron.
- Ridder Ernest de Laminne de Bex, voorzitter van de Internationale diplomatieke en consulaire kring, persoonlijke titel baron.
- Serge Brammertz, magistraat aan internationale gerechtshoven, erfelijke adel met de persoonlijke titel  baron.
- Jonkheer Jean De Cloedt (CEO Burco), persoonlijke titel baron.
- Jean-Pierre Hansen, afgevaardigd bestuurder Electrabel, Tractebel, ondervoorzitter VBO, erfelijke adel met de persoonlijke titel baron.
- Georges de Leval, hoogleraar, decaan faculteit rechten aan de Universiteit Luik, erfelijke adel met de persoonlijke titel baron.
- Jan Raes, directeur van het Koninklijk Concertgebouworkest in Amsterdam, erfelijke adel met de persoonlijke titel baron.
- Vic Swerts (1940), ondernemer, erfelijke adel met persoonlijke titel baron
- Johan Swinnen, ambassadeur, voorzitter van de Vereniging voor Internationale Relaties, erfelijke adel met de persoonlijke titel baron.

## Barones
- Corinne Hubinont, hoogleraar, hoofd van de verloskundeafdeling aan de Brusselse ziekenhuizen Saint-Luc, persoonlijke opname in de adel met de titel barones.
- Marie-Claire Léonard, pionier in de integratiesector, persoonlijke opname in de adel, met de titel barones.
- Jennie Vanlerberghe, vrouwenrechtenactiviste, bezielster internationale ngo Mothers for Peace met inzet voor vrouwenrechten in Afghanistan), persoonlijke opname in de adel, met de titel barones.

## Ridder
- Thierry Bosquet (kunstschilder, scenograaf), erfelijke adel met de persoonlijke titel ridder.
- Dirk Brossé (1960- ), erfelijke adel met de persoonlijke titel ridder.